# Viquinotícies
Viquinotícies (Wikinews originalment en anglès) és un wiki de notícies de contingut gratuït i un projecte de la Fundació Wikimedia que treballa a través del periodisme col·laboratiu.
El cofundador de la Viquipèdia, Jimmy Wales, ha distingit Viquinotícies de la Viquipèdia dient: "A Viquinotícies, cada història s'ha d'escriure com una notícia en lloc d'un article d'enciclopèdia". La política de punt de vista neutral de Viquinotícies pretén distingir-la d'altres esforços de periodisme ciutadà com Indymedia i OhmyNews. A diferència de la majoria de projectes de la Fundació Wikimedia, Viquinotícies permet treballs originals en forma de reportatges i entrevistes originals. A diferència dels diaris, Viquinotícies no permet comentaris.
Al maig de 2024, els llocs de Viquinotícies estan actius en 30 idiomes, amb un total de 1,7 milinos d'articles i més de 600 editors actius recentment (editors que han contribuït al lloc en els darrers 30 dies).